# Teoría de van Hiele

Los cuadrados compuestos en el centro y a la derecha tienen áreas equivalentes. Quitándoles los triángulos el teorema de Pitágoras queda demostrado.

La Teoría de van Hiele o Modelo de van Hiele o Niveles van Hiele es una teoría de enseñanza y aprendizaje de la geometría, diseñado por el matrimonio holandés van Hiele.
El modelo tiene su origen en 1957, en las disertaciones doctorales de Dina van Hiele-Geldof y Pierre van Hiele en la Universidad de Utrecht, en Países Bajos. El libro original donde se desarrolla la teoría es Structure and Insight : A theory of mathematics education.
La teoría se encasilla dentro de la didáctica de la matemática y específicamente en la didáctica de la Geometría.

## Ideas básicas de la teoría
La idea básica del modelo, expresado en forma sencilla es:
- El aprendizaje de la geometría se construye pasando por niveles de pensamiento. Según este modelo, se requiere una adecuada instrucción para que los alumnos puedan pasar a través de los distintos niveles. En relación con esto, los Van Hiele proponen cinco fases secuenciales de aprendizaje: información, orientación guiada o dirigida, explicitación, orientación libre e integración. Ellos afirman que al desarrollar la instrucción de acuerdo a esta secuencia, se puede promover al alumno al nivel siguiente del que se encuentra.

Estos niveles no van asociados a la edad, y cumplen las siguientes características:
- No se puede alcanzar el nivel n sin haber pasado por el nivel anterior n-1, o sea, el progreso de los alumnos a través de los niveles es secuencial e invariante.

- Lo que es implícito en un nivel de pensamiento, en el nivel siguiente se vuelve explícito.

- Cada nivel tiene su lenguaje utilizado (símbolos lingüísticos) y su significatividad de los contenidos (conexión de estos símbolos dotándolos de significado).

- Dos estudiantes con distinto nivel no pueden entenderse.

## Niveles
Los niveles van Hiele son cinco, se suelen nombrar con números del 1 a 5, siendo esta notación la más utilizada; aunque también existe la notación del 0 al 4.
Nivel 0 : Visualización o Reconocimiento

Nivel 1 : Análisis

Nivel 2 : Ordenación o clasificación

Nivel 3 : Deducción Formal

Nivel 4 : Rigor

### Nivel 0
En este nivel los objetos se perciben en su totalidad como un todo, no diferenciando sus características y propiedades.
Las descripciones son visuales y tendientes a asemejarlas con elementos familiares.
Ejemplo: identifica paralelogramos en un conjunto de figuras. Identifica ángulos y triángulos en diferentes posiciones en imágenes.

### Nivel 1
Se perciben propiedades de los objetos geométricos. Pueden describir objetos a través de sus propiedades (ya no solo visualmente). Pero no puede relacionar las propiedades unas con otras.
Ejemplo: un cuadrado tiene lados iguales. Un cuadrado tiene ángulos iguales
El estudiante identifica una figura por su apariencia, como un todo, pero no se establecen relaciones entre los elementos que la determinan. Por ejemplo, sabe decir qué figura es un cuadrado pero no es capaz de verbalizar que en el caso del cuadrado los lados son iguales y no así en el resto de rectángulos.

### Nivel 2
Describen los objetos y figuras de manera formal. Entienden los significados de las definiciones. Reconocen como algunas propiedades derivan de otras. Establecen relaciones entre propiedades y sus consecuencias.
Los estudiantes son capaces de seguir demostraciones. Aunque no las entienden como un todo, ya que, con su razonamiento lógico solo son capaces de seguir pasos individuales.
Ejemplo: en un paralelogramo, lados opuestos iguales implican lados opuestos paralelos. Lados opuestos paralelos implican lados opuestos congruentes.

### Nivel 3
En este nivel se realizan deducciones y demostraciones.
Se entiende la naturaleza axiomática y se comprende las propiedades y se formalizan en sistemas axiomáticos.
Van Hiele llama a este nivel la esencia de la matemática
Ejemplo: demuestra de forma sintética o analítica que las diagonales de un paralelogramo se cortan en su punto medio.

### Nivel 4
Se trabaja la geometría sin necesidad de objetos geométricos concretos. Se conoce la existencia de diferentes sistemas axiomáticos y se puede analizar y comparar.
Se aceptará una demostración contraria a la intuición y al sentido común si el argumento es válido.
Dado que el nivel 5 se piensa que es inalcanzable para los estudiantes y muchas veces se prescinde de él, además, trabajos realizados señalan que los estudiantes no universitarios, como mucho, alcanzan los tres primeros niveles. Es importante señalar que, un o una estudiante puede estar, según el contenido trabajado, en un nivel u otro distinto.

## Fases de aprendizaje del Modelo de van Hiele
Para completar la descripción del modelo es necesario conocer los pasos que debe seguir un profesor para ayudar a sus alumnos a subir al siguiente nivel de razonamiento.
Las “fases de aprendizaje” son etapas en la graduación y organización de las actividades que debe realizar un estudiante para adquirir las experiencias que le lleven al nivel superior de razonamiento. 
Es necesario conseguir, en primer lugar, que los estudiantes adquieran de manera comprensiva los conocimientos básicos necesarios (nuevos conceptos, propiedades, vocabulario, etc.) con los que tendrán que trabajar, para después centrar su actividad en aprender a utilizarlos y combinarlos. Las fases de aprendizaje propuestas por Van Hiele son cinco:
1. Información: se trata de una fase de toma de contacto: el profesor debe informar a los estudiantes sobre el campo de estudio en el que van a trabajar, qué tipo de problemas se van a plantear, qué materiales van a utilizar, etc. Así mismo, los alumnos aprenderán a manejar el material y adquirirán una serie de conocimientos básicos imprescindibles para poder empezar el trabajo matemático propiamente dicho. Esta fase sirve para dirigir la atención de los estudiantes y permitirles que sepan qué tipo de trabajo van a hacer, y para que el profesor descubra qué nivel de razonamiento tienen sus alumnos en el nuevo tema y qué saben del mismo.
2. Orientación dirigida: en esta fase los estudiantes empiezan a explorar el campo de estudio por medio de investigaciones basadas en el material que les ha sido proporcionado. El objetivo principal de esta fase es conseguir que los estudiantes descubran, comprendan y aprendan cuáles son los conceptos, propiedades, figuras, etc. principales en el área de la geometría que están estudiando. Las actividades que se les propongan deben estar convenientemente dirigidas hacia los conceptos, propiedades, etc. que deben estudiar. El trabajo que vayan a hacer estará seleccionado de tal forma que los conceptos y estructuras característicos se les presenten de forma progresiva.
3. Explicitación: entre las finalidades principales de esta fase es hacer que los estudiantes intercambien sus experiencias, que comenten las regularidades que han observado, que expliquen cómo han resuelto las actividades, todo ello dentro de un contexto de diálogo en el grupo. Es interesante que surjan puntos de vista divergentes, ya que el intento de cada estudiante por justificar su opinión hará que tenga que analizar con cuidado sus ideas (o las de su compañero), que ordenarlas y que expresarlas con claridad.
4. Orientación libre: en este momento los alumnos deberán aplicar los conocimientos y lenguaje que acaban de adquirir a otras investigaciones diferentes de las anteriores. El profesor debe plantear problemas que, preferiblemente, puedan desarrollarse de diversas formas o que puedan llevar a diferentes soluciones, para de esta forma perfeccionar los conocimientos que los estudiantes poseen sobre el campo de estudio. En estos problemas se colocarán indicios que muestren el camino a seguir, pero de forma que el estudiante tenga que combinarlos adecuadamente, aplicando los conocimientos y la forma de razonar que ha adquirido en las fases anteriores.
5. Integración: en esta fase los estudiantes deben adquirir una visión general de los contenidos y métodos que tienen a su disposición, relacionando los nuevos conocimientos con otros campos que hayan estudiado anteriormente; se trata de condensar en un todo el dominio que ha explorado su pensamiento. En esta fase el profesor puede fomentar este trabajo proporcionando comprensiones globales, pero es importante que estas comprensiones no le aporten ningún concepto o propiedad nuevos al estudiante: Solamente deben ser una acumulación, comparación y combinación de cosas que ya conoce.